# Frank Kleber
Frank Kleber (Gräfelfing, 11 de febrero de 1981) es un deportista alemán que compitió en skeleton. Ganó dos medallas en el Campeonato Mundial de Skeleton, oro en 2007 y bronce en 2004, y dos medallas en el Campeonato Europeo de Skeleton, plata en 2005 y bronce en 2004.

## Palmarés internacional
| Campeonato Mundial | Campeonato Mundial   | Campeonato Mundial | Campeonato Mundial |
| Año                | Lugar                | Medalla            | Prueba             |
| ------------------ | -------------------- | ------------------ | ------------------ |
| 2004               | Königssee (Alemania) | Medalla de bronce  | Individual         |
| 2007               | Sankt Moritz (Suiza) | Medalla de oro     | Equipo mixto       |
| Campeonato Europeo |                      |                    |                    |
| Año                | Lugar                | Medalla            | Prueba             |
| 2004               | Altenberg (Alemania) | Medalla de bronce  | Individual         |
| 2005               | Altenberg (Alemania) | Medalla de plata   | Individual         |